# مسجد لاجين السيفي
مسجد لاجين السيفى أنشأ هذا المسجد الأمير لاجين حسام الدين الجركسى الجنس، جلبه الخواجا كزل. طفلا صغيرا. فاشتراه الملك الظاهر برقوق (ابن إياس: ص24.) ومن ثم فقد أضيف إلى اسمه الظاهرى وصار من جملة مماليكه، وآل أمره بعد تنقلات وتقلبات إلى أن اشتراه أستاذه الملك الظاهر جقمق الجركسى الجنس مثله قبل أن يلى السلطنة، وكان ذلك قبل سنة ست (أبو المحاسن: النجوم ج 15 ص 256.) وثلاثين وثمانمائة وأعتقه، فعرف بلاجين الظاهرى جقمق.

## وصفه
يعتبر مسجد الأمير لاجين السيفى من المساجد الصغيرة الحجم ، إذ يبلغ طوله 25 مترا وعرضه 21 مترا تقريبا، ويتكون المسجد من صحن مكشوف يتوسطه يبلغ مساحته 6 × 9 من المتر تنخفض أرضيته في باقى الأروقة ،
ويحيط به الأروقة من جميع الجهات.